# مارتین پروخاسکا
مارتین پروخاسکا (چکی: Martin Procházka؛ زادهٔ ۳ مارس ۱۹۷۲) بازیکن هاکی روی یخ اهل جمهوری چک بود.